# Abu Ibrahim al-Haszimi al-Kuraszi
Abu Ibrahim al-Haszimi al-Kuraszi (ur. 1 lub 5 października 1976 w Tall Afar lub w Mosulu jako Amir Muhammad Sa’id Abd ar-Rahman al-Maula, zm. 3 lutego 2022 w Atmie) – iracki salafita turkmeńskiego pochodzenia i drugi kalif Państwa Islamskiego. Jego nominację przez Radę Szury ogłosiły media Państwa Islamskiego 31 października 2019, niecały tydzień po śmierci poprzedniego przywódcy – Abu Bakra al-Baghdadiego.
Amerykański program Rewards for Justice oferował nagrodę w wysokości do 10 milionów dolarów amerykańskich w zamian za informacje, które doprowadziłyby do aresztowania Abu Ibrahima al-Haszimiego al-Kurasziego.
3 lutego 2022 przedstawiciele władz Stanów Zjednoczonych poinformowali o tym, że Abu Ibrahim al-Haszimi al-Kuraszi zabił siebie i członków swojej rodziny uruchamiając ładunek wybuchowy podczas nalotu antyterrorystycznego przeprowadzonego przez członków Połączonego Dowództwa Operacji Specjalnych Stanów Zjednoczonych.